# Metamorphosis II

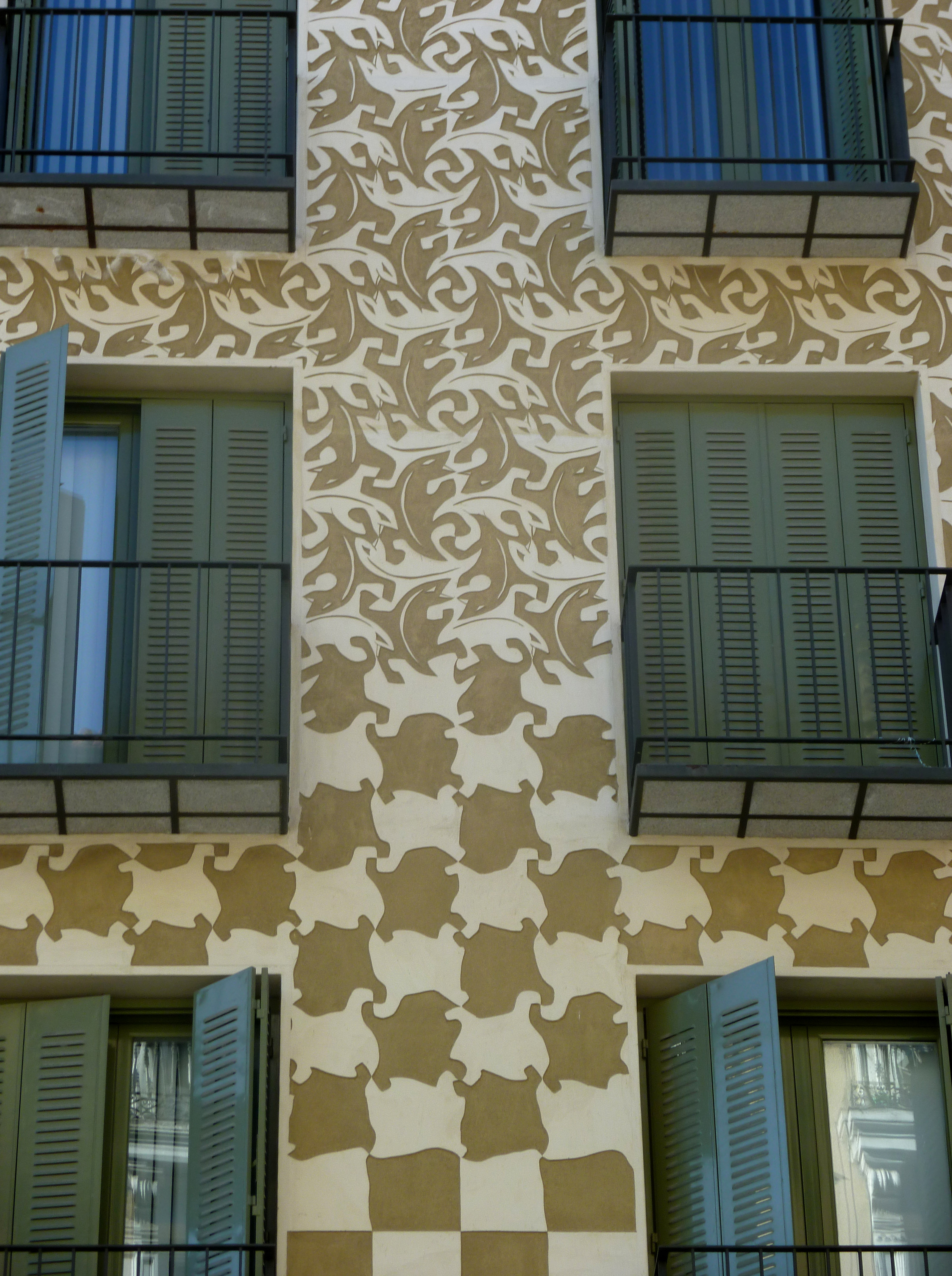
Fachada de un edificio en Madrid (España) que reproduce uno de los diseños contenidos en Metamorphosis II.

Metamorphosis II es un grabado en madera a tres colores en forma de tira larga realizado en 1940 por el artista M. C. Escher. Sus medidas son 19,5 cm por 4 metros. Este dibujo muestra una serie de figuras que se deforman para formar otra, que a su vez se deforma para formar otra hasta que al final se regresa al dibujo inicial.

## Explicación
Metamorphosis II inicia precisamente con la palabra Metamorphose, la cual comienza a repetirse de forma vertical y horizontal coincidiendo en la letra O y E la cual toma como M, puesto que una E volteada es usada como si fuese una M. La palabra empieza a cruzarse cada vez más hasta que forma cuadrados blancos y negros. Esta es la primera transformación.
En seguida, los cuadros comienzan a deformarse, de tal modo que toman la forma de lagartijas (las cuales se han visto en otros dibujos del artista) blancas y negras, y luego a unos lagartos pequeños. Aquí se aumenta un color al dibujo: el gris. De modo que ya hay hasta este punto lagartos grises, negros y blancos. Estos se deforman y adquieren su forma básica: un hexágono. Los hexágonos son usados como si fuesen parte de un panal de abejas.
Así que cuando termina el panal, de éste sale una fila de abejas negras cada vez más grandes pero menos detalladas que inclusive llegan a parecer polillas. De los espacios que se forman de los insectos se forman peces blancos que cada vez comienzan a detallarse más, pero después comienzan a deformarse. Dentro de estos, comienza a haber unos puntos grises pequeños que crecen en forma de pájaros.
A su vez, los espacios formados por los peces blancos son aprovechados para usarse como pájaros negros. Y como estos son muy pequeños, también se forman pájaros blancos. Hasta este punto, nuevamente se formaron figuras de 3 colores distintos nuevamente. Los pájaros comienzan a deformarse hasta su forma elemental: cuadrados. Estos cuadrados están vistos de manera que forman cubos. Y los cubos forman casas como si fueran de una ciudad.
Lo último que sucede en el dibujo es que de la ciudad sobresale una edificación que tiene la forma de una torre pero de ajedrez. Inclusive, aparecen algunas fichas de este juego. Y como el tablero de este juego son cuadros blancos y negros, nuevamente aparecen estos cuadros y las letras de Metamorphose y todo vuelve igual que al principio, con la única palabra: Metamorphose.
Este grabado lo inició Escher en noviembre de 1939 y lo finalizó en marzo de 1940, según aparece ese dato al margen inferior derecho de la tira. Solo le tomó 4 meses hacerlo.